# Лес Бінкс
Джеймс Леслі «Лес» Бінкс (англ. James Leslie "Les" Binks; 5 квітня 1951, Портадаун, Арма, Північна Ірландія — 15 березня 2025) — північноірландський хеві-метал барабанщик, відомий насамперед своєю участю в Judas Priest з 1977 по 1979 рік.

## Кар'єра
Раніше Бінкс працював з Еріком Бердоном, був барабанщиком на альбомі Роджера Ґловера The Butterfly Ball and the Grasshopper's Feast. Проєкт альбому починався як саундтрек до анімаційного фільму, заснованого на однойменній англійській дитячій книжці, але промо-ролик до фільму так і не здобув жодного інтересу, тож проєкт було закрито. Ґловер випустив саундтрек під назвою «Roger Glover and Friends». Один з вокалістів, Едді Гардін, згодом випустив власні альбоми, першим з яких став Eddie Hardin's Wizard's Convention, на якому знову грав Бінкс на барабанах.
Бінкс грав у попгрупі Fancy, яка у 1974 році випустила два американські хіти з кавером на «Wild Thing» та «Touch Me».
Завдяки знайомству з Роджером Ґловером, який щойно завершив продюсування альбому Sin After Sin, Бінкс приєднався до перспективного хеві-метал-гурту Judas Priest у березні 1977 року під час їхнього світового турне — першого на американській землі. Бінкс залишався з гуртом протягом двох з половиною років, до липня 1979 року, записавши студійні альбоми Stained Class і Killing Machine та концертний альбом Unleashed in the East. Під час роботи з гуртом написав пісню «Beyond the Realms of Death». Бінкс зробив домашній демо-запис треку зі своїм другом Стівом Манном з Michael Schenker Group, який допомагав йому грати на гітарі, а на репетиції гурту взяв гітару, щоб показати їм пісню. Гурту сподобалася пісня, і вокаліст Роб Гелфорд написав її текст і назву.
Бінкс покинув гурт якраз перед початком північноамериканської частини туру Killing Machine Tour. У 2017 році Бінкс сказав, що пішов, тому що відчував, що гурт найняв його як «позаштатного сесійного барабанщика», але так і не зробив офіційним учасником. Він відчув себе ображеним, коли тодішній менеджер гурту Майк Долан запропонував йому «відмовитися від гонорару» (тобто не отримувати гроші за свій виступ) на концертному альбомі Unleashed in the East, який став платиновим, сертифікованим RIAA.
У 1979 році Бінкс приєднався до Чарлі Вітні та Axis Point і продовжував брати активну участь у британському хард-рок/хеві-метал андеграунді. У 1981 році він був учасником гурту Lionheart, в якому грали Денніс Стреттон на гітарі та Джесс Кокс на вокалі, хоча це був лише короткий період. Також у 1981 році Бінкс зіграв на альбомі Finardi італійського рок-співака Еудженіо Фінарді.
Лес гастролював з групами Lionheart (1981) і Tytan (1982—1983) невдовзі після виходу їхнього першого синглу.
З того часу Бінкс грав у кавер-групі класичного року в Південному Лондоні під назвою The Shakers разом з Дейвом Бансом, гітаристом Пітом Фрізеном, вокалістом/гітаристом Томом Ланді та басистом Філом Ринхартом. Бінкс і Піт Фрізен також працювали в Metalworks разом з ексгітаристом Iron Maiden Тоні Парсонсом, граючи кавери на Judas Priest, Iron Maiden та інші легендарні метал-гурти Лондона.
У 2013 році він приєднався до гурту Raw Glory, в якому також грав вокаліст Пол Манзі (з Arena).
У 2015 році Бінкс виступав у Лондоні у складі Broken Bones з ексучасниками Bad II The Bone Едом Гадсоном і Полом Смітом, а також в оригінальному прог-фолк-рок-гурті Kindred Spirit, з яким він записав альбом Phoenix Rising.
З 2017 року Бінкс виконував класичні пісні Judas Priest наживо з новою групою під назвою Les Binks' Priesthood. Він також мав намір приєднатися до гурту KK's Priest після одноразового виступу в листопаді 2019 року, виконуючи пісні Judas Priest в KK's Steelmill у Вулвергемптоні, разом з іншими колишніми учасниками Judas Priest К. К. Даунінгом і Тімом Овенсом. Однак, як повідомляється, Лес отримав перелом зап'ястя перед записом першого альбому KK's Priest у 2020 році, тому його замінив Шон Елг.
У 2022 році Бінкс був включений до Зали слави рок-н-ролу як учасник Judas Priest, отримавши нагороду за музичну майстерність. Він відіграв сет з трьох пісень з Judas Priest на церемонії, що стало його першим виступом з групою за 43 роки.